# Vapor Feliz Esperanza
El vapor Feliz Esperanza fue un pequeño buque a vapor utilizado por ambos bandos durante la Revolución de 1880.

## Historia
Durante el movimiento revolucionario encabezado por el gobernador de la provincia de Buenos Aires Carlos Tejedor, la ciudad de Buenos Aires fue bloqueada por las fuerzas nacionales leales al presidente Nicolás Avellaneda. Buenos Aires intentó responder al bloqueo pero sin éxito. El vapor remolcador fluvial Feliz Esperanza, propiedad de Nicolás Mihanovich, fue requisado por la provincia y puesto al mando del capitán Felipe Salas para ser utilizado en la rada exterior del puerto de Buenos Aires para el alije de un buque que transportaba armas para los revolucionarios.
Tras ser embarcadas en un paquebote, cerrado el acceso al puerto y a la boca del Riachuelo, el Feliz Esperanza remolcó al paquebote hasta Zárate, donde fue detenido por las fuerzas nacionales. El Feliz Esperanza fue a su vez arrendado por la Nación y utilizado esta vez para el transporte de tropas y pertrechos hasta la finalización del conflicto, devolviéndose entonces a sus dueños.